# 愛知県道374号長沢国府線
愛知県道374号長沢国府線（あいちけんどう374ごう ながさわこうせん）は、愛知県豊川市長沢町から豊川市国府町に至る、全長約6.8kmの県道である。

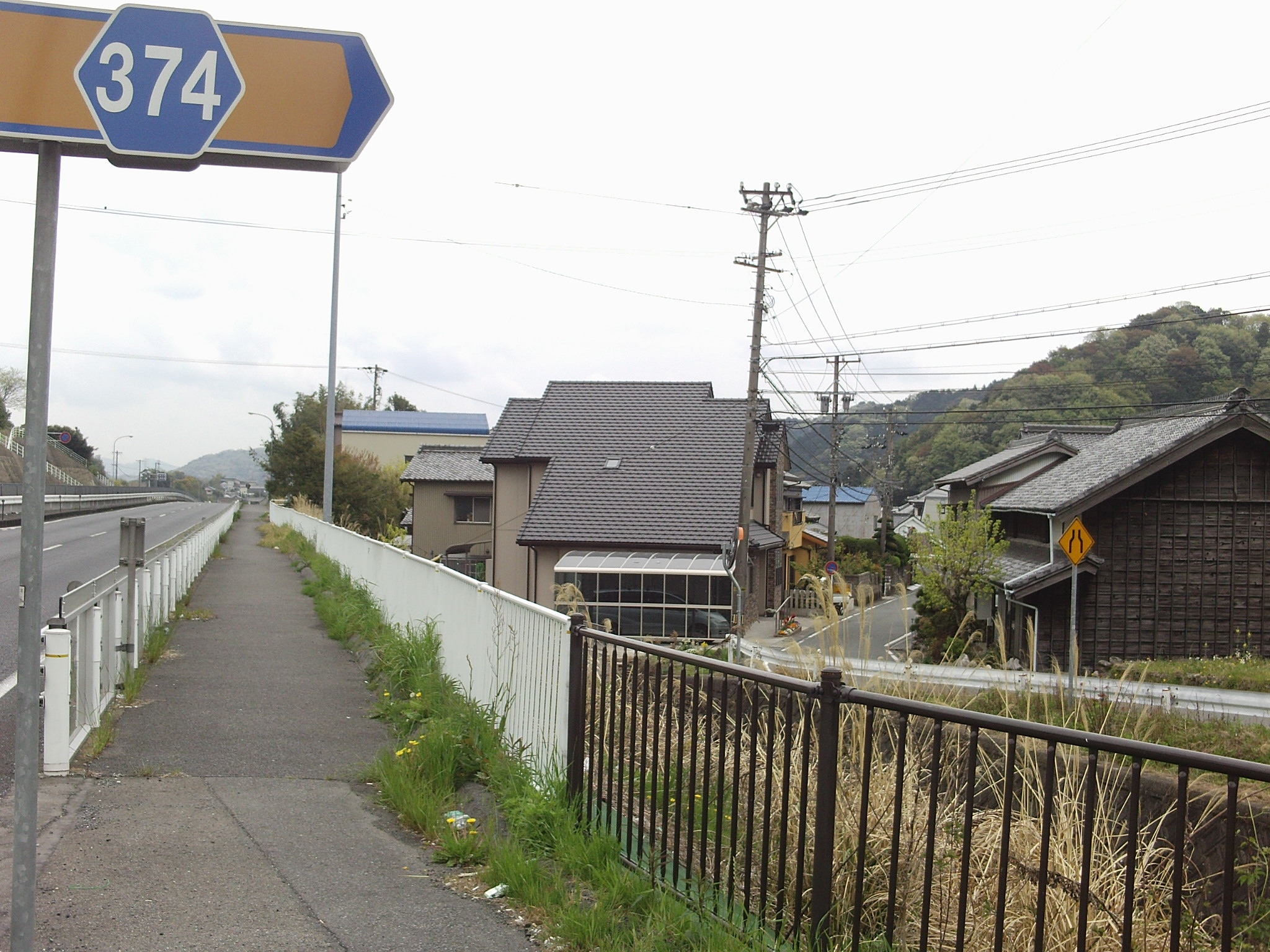
起点の長沢町。画像左が現在の国道1号で、右が旧国道（東海道）で現在は一般県道。左右に民家が建ち並ぶ。

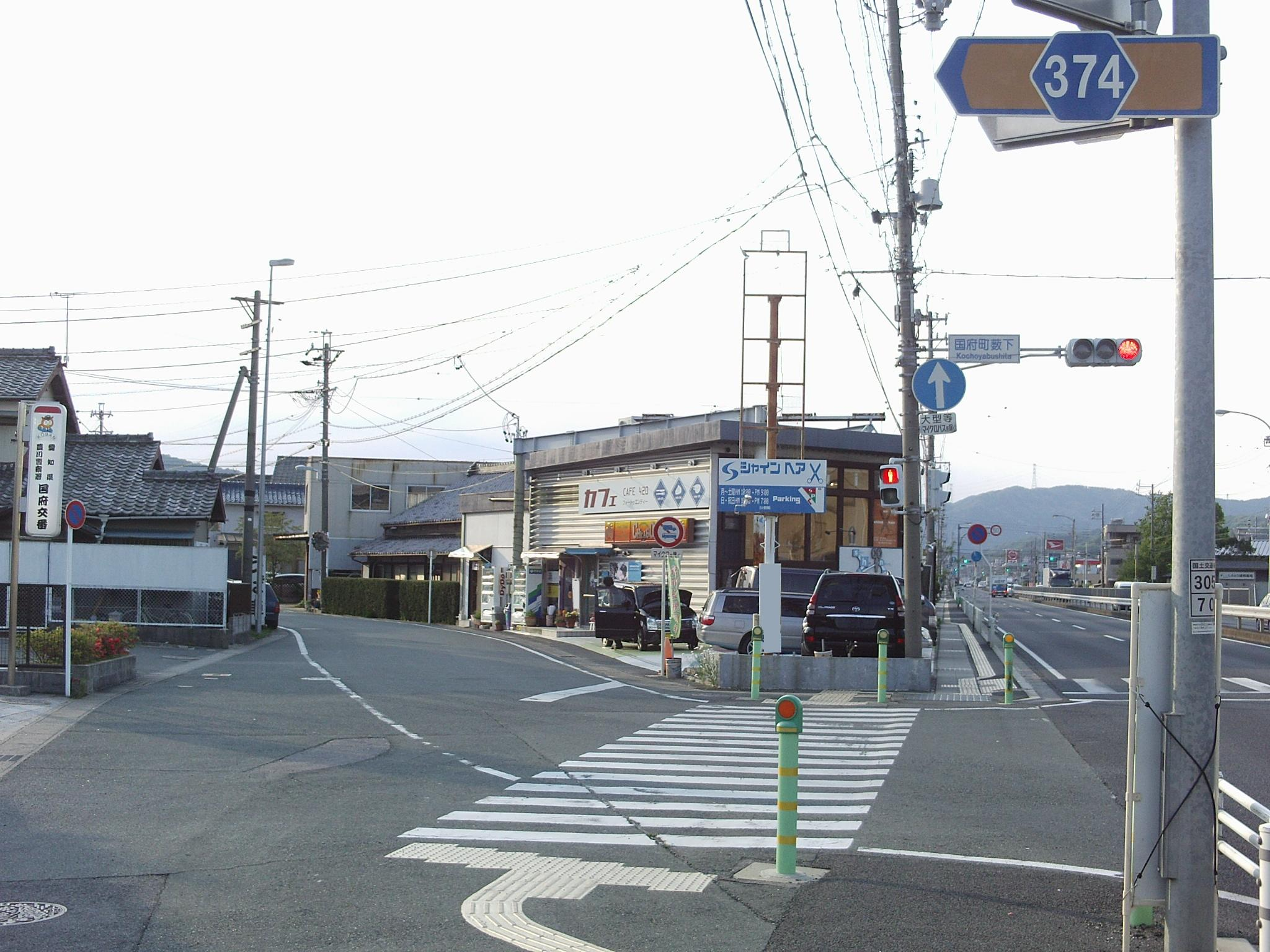
終点の国府町（現在の豊川市の市域）。現在の国道1号（右）と東海道（左）の分岐点。東海道が現県道。

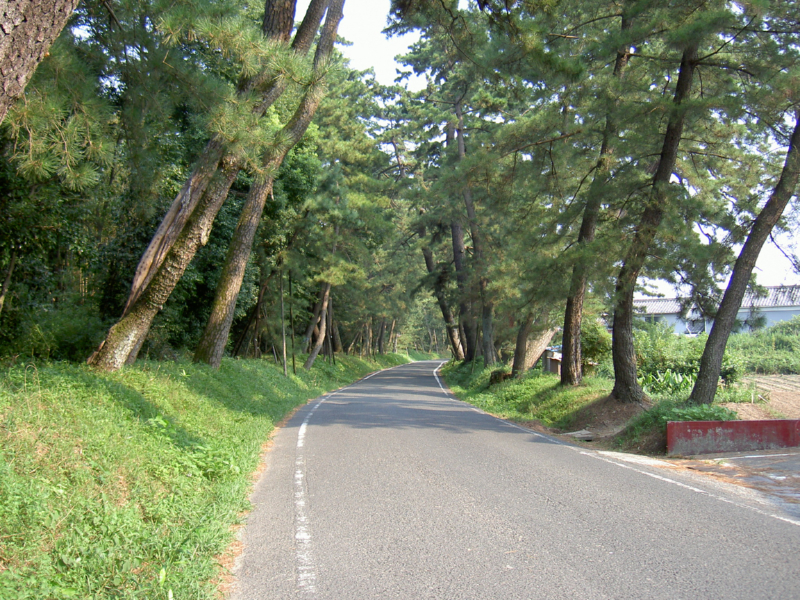
御油宿と赤坂宿の間にある御油の松並木

## 概要
ほぼ全線にわたり、旧東海道の経路を踏襲している。途中、御油宿と赤坂宿の中心部を通るため、沿線には非常に古い民家が多い。御油宿と赤坂宿の間には御油の松並木があり、ときどき観光客が歩いている。御油の松並木付近はウォーキングの道として整備されている。
ほぼ全線が1車線（豊川市御油町内が一部2車線）で、特に御油町と赤坂町の間の区間は幅員が狭くなっている。

### 路線データ
- 起点：愛知県豊川市長沢町（関屋交差点）
- 終点：愛知県豊川市国府町（国府町藪下交差点）
- 延長：約6.8km

## 沿革
- 1959年12月15日 認定

## 交通規制
全線にわたり、大型自動車等通行止め（マイクロバスを除く）、駐車禁止。

## 通行上の注意
強風時、御油の松並木区間は安全確保のため愛知県東三河建設事務所により通行止めの措置がとられることがある。倒木に注意。

## 地理
国道1号の脇道に入り進むと、しばらくの間宮路山の近くを走る。赤坂宿に入り御油の松並木を通過すれば、御油宿に入る。イチビキの工場を望み、豊川市御油町を過ぎて豊川市国府町に入ると、毎年2月には国府の市が開かれる国府商店街を通過する。国府郵便局などの辺りは、倉のような建物がたくさん見られる。国府商店街を抜けるとすぐに終点の交差点に到着する。
- 音羽川：御油町まで近接並行
- 長沢簡易郵便局
- 豊川市立長沢小学校
- 長沢城
- 豊川市立音羽中学校
- 豊川市音羽図書館
- 旅籠大橋屋
- 音羽郵便局
- 御油の松並木
- 東林寺
- イチビキ 第一工場
- 御油郵便局
- 御油の松並木資料館
- ヤマナカ御油店
- 大社神社
- 国府商店街
- 国府郵便局
- 岡崎信用金庫 国府支店
- 豊川警察署 国府交番

### 通過する自治体
- 愛知県
  - 豊川市

### 接続する道路
- 国道1号（関屋交差点）
- 愛知県道73号長沢蒲郡線（旧道、豊川市長沢町山口）
- 愛知県道332号大代赤坂線（赤坂紅里交差点）
- 愛知県道368号豊川蒲郡線（行力交差点）
- 愛知県道375号前芝国府停車場線（新栄町2丁目交差点から国府商店街の中間地点「流霞」まで重複）
- 国道1号（国府町藪下交差点）

## 別名
- 旧東海道（豊川市）